# 이소연 (배우)
이소연(본명 : 이소연 李昭娟, 1982년 4월 16일 ~ )은 대한민국의 배우다.

## 학력
- 서울신서초등학교
- 양천여자고등학교
- 한국예술종합학교 연극원
- 한양대학교 연극영화과[1]

## 개인사
2015년 9월 12일 2살 연하인 벤처사업가와 결혼하였으며, 결혼한지 3년만에 성격차이로 이혼했다고 밝혔다.

## 연기 활동

### 드라마
- 2003년 MBC 단막극 《MBC 베스트극장 - 《100.4MHz》》 ... 유진 역
- 2005년 SBS 주말 특별기획 드라마 《봄날》 ... 김경아 역
- 2005년 MBC 수목 미니시리즈 《신입사원》 ... 서현아 역
- 2005년 MBC 주말연속극 《결혼합시다》 ... 권은선 역
- 2006년 KBS2 월화 미니시리즈 《봄의 왈츠》 ... 송이나 역
- 2008년 SBS 금요드라마 《우리집에 왜왔니》 ... 한미수 역
- 2008년 MBC 주말연속극 《내 인생의 황금기》 ... 이금 역
- 2009년 SBS 월화 미니시리즈 《천사의 유혹》 ... 주아란 역 (일본어 더빙: 키노시타 사야카)
- 2010년 MBC 월화 특별기획 드라마 《동이》 ... 희빈 장씨 (장옥정) 역
- 2011년 SBS 주말극장 《내사랑 내곁에》 ... 도미솔 역
- 2012년 MBC 주말 특별기획 드라마 《닥터 진》 ... 춘홍 역 (일본어 더빙: 키노시타 사야카)
- 2012년 SBS 저녁 일일연속극 《가족의 탄생》 ... 이수정(최수정 → 마수정) 역
- 2013년 KBS2 저녁 일일연속극 《루비 반지》 ... 정루비 / 정루나 역
- 2014년 JTBC 주말연속극 《12년만의 재회: 달래 된, 장국》 ... 장국 / 장달래 역
- 2015년 MBC 저녁 일일 특별기획 드라마 《아름다운 당신》 ... 차서경 역
- 2016년 MBC EVERY1 목요 미니시리즈 《투 비 컨티뉴드》 ... 기획사 실장 역 (특별출연)
- 2017년 MBC 수목 미니시리즈 《죽어야 사는 남자》 ... 이지영 B 역
- 2018년 tvN 주말 특별기획 드라마 《화유기》 ... 악귀 책장수 역 (특별출연)
- 2019년 MBC 저녁 일일연속극 《용왕님 보우하사》 ... 심청이(조홍주) 역
- 2021년 KBS2 저녁 일일연속극 《미스 몬테크리스토》 ... 고은조 / 황가흔 역
- 2023년 tvN 월화 미니시리즈 《반짝이는 워터멜론》 ... 어른 최세경 역
- 2024년 KBS2 저녁 일일연속극 《피도 눈물도 없이》 ... 이혜원 역

### 영화
- 2002년 《하얀 방》
- 2003년 《스캔들: 조선남녀상열지사》 ... 이소옥 역
- 2004년 《사랑의 기쁨》
- 2005년 《깃》 ... 이소연 역
- 2005년 《눈부신 하루》 ... 고니 역
- 2007년 《복면달호》 ... 차서연 역
- 2007년 《브라보 마이 라이프》 ... 김유리 역
- 2022년 《열아홉 서른아홉》 ... 박연미 역

## 연기 외 활동

### 텔레비전 프로그램
- 2005년 KBS2 《여걸식스》 - 고정 출연
- 2006년 KBS2 《뮤직뱅크》 - 진행
- 2009년 올'리브 《리빙뷰티 - 이소연의 파리 헤어 스케치》
- 2011년 MBC 《두근두근 사랑의 스튜디오》 - 진행
- 2012년 MBC MUSIC 《더 트랙》 - 진행
- 2013년 MBC 《우리 결혼했어요》 - 고정출연
- 2015년 MBC 《진짜사나이 시즌 2》 - 내레이션
- 2017년 tvN 《대화가 필요한 개냥》 - 게스트
- 2017년 MBC 창사 56주년 《MBC와 좋은친구들》 - 게스트
- 2019년 MBC 《기억록》 - 내레이션
- 2019년 KBS JOY 《무엇이든 물어보살》 - 일일 보살로 출연
- 2020년 SBS Plus 《와이낫 시즌2》 - 게스트
- 2021년 tvN 《온앤오프》 - 게스트
- 2022년 MBN 《무작정투어 원하는대로》 - 게스트
- 2023년 KBS2 《옥탑방의 문제아들》 - 게스트
- 2024년 TV CHOSUN 《식객 허영만의 백반기행》 - 게스트

### 광고
- 2005년 롯데제과 와 - 여자가 와를 품으면
- 2007년 빙그레 - 더위사냥
- 2009년 KTF - 무제한 커플요금제
- 2009년 농심 - 후루룩국수
- 2009년 유한양행 - 유한매직스피드순&브라이트순
- 2010년 두리화장품 - 댕기머리 샴푸
- 2010년 고운세상코스메틱 - 닥터지 브라이트닝 밤
- 2010년 미도컴퍼니 - 미센스
- 2011년 고운세상코스메틱 - 베리어 리페어
- 2011년 다영F&B - 채선당 여자를 위한 3색 나들이
- 2018년 더채움아이앤씨 - 더오페라
- 2019년 동국제약 - 프리미엄 콜라겐 3200

## 수상 및 후보
| 연도 | 시상식                      | 부문                             | 작품               | 결과 |
| ---- | --------------------------- | -------------------------------- | ------------------ | ---- |
| 2005 | MBC 연기대상                | 여자 신인연기상                  | 신입사원           | 후보 |
| 2006 | KBS 연예대상                | 쇼·오락부문 신인상               | 여걸식스, 뮤직뱅크 | 후보 |
| 2007 | 제16회 금계백화장영화제     | 외국영화부문 여우주연상          | 브라보 마이 라이프 | 수상 |
| 2008 | MBC 연기대상                | 여자 신인연기상                  | 내 인생의 황금기   | 수상 |
| 2009 | SBS 연기대상                | 뉴스타상                         | 천사의 유혹        | 수상 |
| 2009 | SBS 연기대상                | 특별기획부문 여자 연기상         | 천사의 유혹        | 후보 |
| 2010 | MBC 연기대상                | 여자 우수연기상                  | 동이               | 수상 |
| 2011 | SBS 연기대상                | 주말·연속극부문 여자 우수연기상  | 내사랑 내곁에      | 수상 |
| 2012 | MBC 연기대상                | 미니시리즈부문 여자 우수연기상   | 닥터 진            | 후보 |
| 2013 | MBC 방송연예대상            | 쇼·버라이어티부문 여자 우수상    | 우리 결혼했어요    | 수상 |
| 2013 | KBS 연기대상                | 일일극부문 여자 우수연기상       | 루비 반지          | 수상 |
| 2013 | SBS 연기대상                | 장편드라마부문 여자 우수연기상   | 가족의 탄생        | 후보 |
| 2016 | MBC 연기대상                | 연속극부문 여자 최우수연기상     | 아름다운 당신      | 후보 |
| 2017 | 제25회 대한민국문화연예대상 | 드라마부문 여자 최우수연기상     | 죽어야 사는 남자   | 수상 |
| 2017 | MBC 연기대상                | 미니시리즈부문 여자 우수연기상   | 죽어야 사는 남자   | 후보 |
| 2019 | MBC 연기대상                | 일일드라마부문 여자 최우수연기상 | 용왕님 보우하사    | 후보 |
| 2021 | KBS 연기대상                | 일일드라마부문 여자 우수연기상   | 미스 몬테크리스토  | 후보 |
| 2024 | KBS 연기대상                | 일일드라마부문 여자 우수연기상   | 피도 눈물도 없이   | 후보 |
| 2024 | KBS 연기대상                | 여자 인기상                      | 피도 눈물도 없이   | 후보 |